# Жулиано Белети
Жулиано Хаус Белети (на португалски: Juliano Haus Belleti) е бразилски футболист който от 2007 г. играе за английския ФК Челси. През 1999 печели наградата на вестник Пласар за най-добър играч на Бразилката Серия А с отбора на Атлетико МГ.

## Кариера в Челси
Атакуващият десен бек Жулиано Белети демонстрира способностите си пред първия си сезон в Англия с две очарователни попадения в Премиършип – срещу Уигън и Тотнъм – като за втория дори спечелва наградата Гол на сезона за Челси през кампания 2007/2008.
Подписал от Барселона две седмици след последния сезон за неоповестена сума, бившият национал на Бразилия премина през трудно съперничество с Пауло Ферейра и по-късно с Микаел Есиен да запази титулярната си дясна позиция.
Общо 38-те му участия (шест като резерва) показват, че явно е предпочитан за по-голямата част от сезона, особено на Стамфорд Бридж, но той също доказва и ефективността си като смяна, заедно с Никола Анелка в обрата срещу Арсенал през март 2008, когато резултата от 1 – 0 се преобразува в победа 2 – 1.
Също като смяна Жулиано оставя своята следа и в Шампионската лига, като заменя Клод Макелеле в последната минута на продълженията, преди хладнокръвно да вкара от дузпа с първото си докосване, само за да види загубата в мача.
Това го спира да повтори успеха от 2006, когато отбелязва победното попадение за Барселона в Париж.
Тридесет и три-годишният играч остава най-известен именно с този гол срещу Арсенал, който отбелязва след влизането си като резерва през второто полувреме. Това е и първото му попадение за Каталунците.
Той е привлечен от Франк Рийкард през 2004 година от Виляреал, където се е преместил от своята родна Бразилия само две години преди това. С Виляреал той е полуфиналист в Купата на УЕФА.
В първата си кампания в Барса, той играе и в двете срещи в епическия сблъсък от Шампионската лига между Челси и Барселона и класирането на отбора на Жозе Моуриньо след победа 4 – 2 в мача-реванш, игран на Стамфорд Бридж.
В първата среща Жулиано има лошия късмет да си отбележи автогол при победата на своя отбор с 2 – 1.
В добавка към медала от Шампионската лига, той печели два пъти Испанската Лига и два пъти Испанската Суперкупа през престоя си в Барселона.
След подписването с Алекс, Жулиано е вторият бразилски национален защитник в състава на Челси. Той е участвал 23 пъти за страната си и е отбелязвал 1 гол на интернационално ниво.
Той започва кариерата си в родината си с Крузейро, където прекарва две години преди да се премести в Сао Пауло през 1995. Той прекарва също една година под наем в Атлетико МГ в периода 1998/1999.